# Монис, Эрнест
Антуан Эмманюэль Эрнест Монис (фр. Antoine Emmanuel Ernest Monis; 23 мая 1846, Шатонёф-сюр-Шарант, департамент Шаранта, Франция — 25 мая 1929, Мондузиль, департамент Верхняя Гаронна, Франция) — французский государственный деятель, премьер-министр Франции (март-июнь 1911).

## Биография
Внук иммигрантов из Испании. Его отец — судебный пристав, который два срока (1851—1854 и 1869—1870) был мэром Шатонеф-сюр-Шаранта — родного города Эрнеста.
После получения юридического образования в Пуатье работал адвокатом в городе Коньяке, а затем в 1879 году основал юридическую фирму в Бордо.
Его политическая карьера началась вскоре после выборов 1871 года, в качестве члена городского совета в Коньяке.
В 1885 году избран депутатом Национального собрания Франции от Жиронды, был сначала республиканцем, а затем примкнул к радикалам.
С 1891 по 1920 год являлся сенатором от департамента Жиронда.
В 1899—1902 годах получил портфель министра юстиции в кабинете министров Пьера Мари Вальдека-Руссо. В период его нахождения во главе ведомства женщины, впервые в истории Франции, были допущены к юридической практике. Кроме того, в 1901 году законодательно была введена общая свобода ассоциаций, которая до сих пор является основой французского закона об ассоциациях.
В 1907—1919 годах — президент Генерального совета Жиронды.
В 1910 году он избран вице-президентом Сената Франции.
2 марта 1911 года сформировал и возглавил собственный кабинет, который был у власти менее четырёх месяцев. Одновременно занимал пост министра внутренних дел. Вместе с сыном получил ранения на открытии воздушной гонки Париж-Мадрид 1911 года, в результате чего Монис был вынужден подать в отставку по состоянию здоровья.
В 1913—1914 годах — министр военно-морского флота в кабинете Гастона Думерга.
Покинув Сенат в 1920 году политик полностью обнищал и был вынужден зарабатывать на жизнь простым адвокатом. В 1925 году был избран членом городского совета Шатонеф-сюр-Шаранта. В феврале 1927 года премьер-министр Раймон Пуанкаре предоставил Монису пожизненную годовую пенсию в размере 24 000 франков.